# Mount & Blade II: Bannerlord
Mount & Blade II: Bannerlord ist ein Nachfolger des Action-Rollenspiels Mount & Blade. Es wird von dem türkischen Entwicklerstudio TaleWorlds Entertainment entwickelt.
Man spielt eine Figur, mit der man in dem fiktiven Land Calradia eine Armee aus Soldaten unterschiedlicher Waffengattungen zusammenstellen kann. Mit dieser Armee kämpft man für eine beliebige Fraktion gegen verschiedene andere Fraktionen innerhalb der Spielwelt.

## Gameplay
Das Spiel beginnt mit der Erstellung des eigenen Spielercharakters, der anschließend durch das Land Calradia reisen kann. Per Klick kann man seine eigene Figur bzw. den zugehörigen Trupp in der Welt herumnavigieren. Wenn man zum Beispiel auf ein Objekt (Stadt, Dorf oder Armee) klickt und der eigene Trupp mit dem gewünschten Objekt kollidiert, so wird die Sicht gewechselt und man kann je nach Objekt verschiedene Optionen auswählen. Kollidiert man mit einem gegnerischen Trupp und es kommt zum Kampf, so wird in eine Third-Person-Perspektive (optional auch First-Person) gewechselt und man kämpft mit seiner Armee gegen die des gegnerischen Heerführers.
Des Weiteren kann man sein Ansehen steigern, indem man Turniere gewinnt, andere Fürsten besiegt oder bestimmte Missionen absolviert.

### Geldsystem
Das Geldsystem in Mount & Blade II: Bannerlord soll übersichtlich gestaltet sein. Durch das Leisten von Diensten verdient man Geld und für das Ausgeben für Leistungen verliert man Geld. Die Dienste zum Geld verdienen sind im Folgenden aufgezählt.
| Möglichkeit                      | Definition |
| -------------------------------- | --- |
| Schlacht                         | Am Ende jeder Schlacht werden die Gegner geplündert. Das Geld geht dann an den Spieler. Des Weiteren kann man Items erhalten und Gefangene nehmen. |
| Plündern                         | Es besteht die Möglichkeit Dörfer zu überfallen und dort „Feindselige Aktionen durchzuführen“. Man kann dort unter Waffengewalt Waren oder Rekruten verlangen oder das Dorf komplett Plündern und niederbrennen. Dadurch verschlechtert sich allerdings die Beziehung zu dem Besitzer des Dorfes und den Honoratioren im Dorf, zudem erhält man eine Kriminelle Bewertung wenn man selber keinem Königreich angehört. |
| Handel                           | Diese Items kann man nun zum Handeln oder selbst verwenden. Verkauft werden Waren in Städten und Dörfern. Städte haben oftmals ein höheres Budget, um Waren aufzukaufen. Durch das Verkaufen bekommt der Spieler Geld. |
| Quests                           | Für viele Quests bekommt man Geld. So zum Beispiel durch das Eintreiben von Steuern, Verleihen von eigenen Soldaten oder das Rächen eines Fürsten. |
| Turnier                          | Durch das Gewinnen eines Turniers gibt es ein Preisgeld. Dabei kann man Wetten auf sich selbst setzen, die am Ende das Preisgeld erhöhen. |
| Besitz von Geschäften            | In Städten lassen sich Geschäfte kaufen. Geschäfte kaufen automatisch Rohstoffe und verkaufen produzierte Waren, der Gewinn oder Verlust hieraus wird an den Spieler weitergegeben. |
| Kontrolle über Gassen            | In Städten lassen sich Gassen übernehmen. Durch das einsetzten eines Gefährten erhält man dort Gold durch kriminelle Aktivitäten. |
| Söldnervertrag                   | Ab dem Erreichen der 2-Clan-Stufe kann man sich bei einem Königreich als Söldner anwerben lassen. Dadurch wird durch Schlachten erhaltener Einfluss in Gold umgewandelt. |
| Kontrolle über Städte und Burgen | Durch Kontrolle über Städte und Burgen erhält man von diesen und ihren angegliederten Dörfern Steuern. Je wohlhabender der Ort desto höher fällt der Betrag aus. |
| Tribut                           | Bei einem Waffenstillstand zwischen Königreichen kann die stärkere Partei eine tägliche Tribut Zahlung der schwächeren Partei erhalten. Diese wird dann auf alle Fürsten des Königreiches aufgeteilt. |
| Karawane                         | In Städten lassen sich Karawanen aussenden. Karawanen werden von einem Begleiter des Spielers angeführt. Sie reisen von Stadt zu Stadt, kaufen und verkaufen automatisch gewinnbringend Waren, kosten aber auch Unterhalt. |
| Brettspiele                      | In jeder Taverne einer Stadt findet sich ein Spielmeister, mit dem der Spieler auch um Geld spielen kann. Welches Brettspiel zur Wahl steht hängt von der Kultur der Stadt ab. |

### Truppen rekrutieren
Der grundlegende Bestandteil des Spiels besteht darin, sich eine Armee aufzubauen. Um Truppen rekrutieren zu können, muss man in Dörfern oder Städten mit gewissen „Notable“ reden. Sie sind so etwas wie Vermittler zwischen dem Spieler und den Soldaten. Die Notable bieten dem Spieler verschiedene Soldatenklassen (Bogenschützen, Fußsoldaten und Kavallerie) in verschiedenen Rängen zum Rekrutieren an. Die Anzahl der zur Verfügung stehenden Soldaten hängt von der Beziehung des Spielers zum Notable ab. Der Rang der zur Verfügung stehenden Soldaten hängt zum einen von der Dauer ab in der sie auf Rekrutierung warten und ihrer Position in der Auswahl. Auch die KI-Fürsten rekrutieren ihre Truppen auf diese Weise, so dass der Spieler mit diesen um die Rekruten konkurriert.

### Questsystem
Mit dem Erledigen von Quests in Mount & Blade II: Bannerlord kann man Ansehen, Moral und Geld erhalten. Des Weiteren verbessert man dadurch die Beziehung zu dem jeweiligen Questgeber, was im späteren Verlauf zu einem neuen Freund führen kann. Quests erhält man durch das Fragen bei Fürsten und in Dörfern und Städten bei wichtigen Personen.

### Schmiedesystem
Erstmals in einem Mount & Blade-Titel hat der Spieler die Möglichkeit eigene Waffen herzustellen. In jeder Stadt gibt es eine Schmiede, die der Spieler nutzen kann. Zur Herstellung werden verschiedene Handwerksmaterialien benötigt. Diese können durch Handel, durch das Einschmelzen von bestehenden Gegenständen oder das Verfeinern von Materialien, was ebenfalls in der Schmiede möglich ist, gewonnen werden. Neben den Materialien verbraucht das Schmieden Ausdauer, welche durch warten in einer Stadt regeneriert wird.

### Replaysystem
Das Replaysystem soll es Videoerstellern erleichtern gute Videos zu produzieren und zu veröffentlichen. Mit dem Replaysystem kann man Kämpfe durch eine Kamerafahrt ausschmücken. Dazu legt man als allererstes fest, wie viel Zeit aus dem Kampf für das Video beansprucht wird und als Nächstes gibt man an, wo der Pfad für die Kamerafahrt sein soll.

## Spielwelt und Fraktionen
Mount & Blade II: Bannerlord ist zeitlich vor seinem Vorgängerspiel angeordnet und spielt ebenso im fiktiven Land Calradia, wobei sich aber die Landkarten unterscheiden. Es gibt insgesamt sechs Kulturen. Diese Kulturen besitzen zumeist ein paar Unterfraktionen. Die Unterfraktionen haben alle ein paar Gemeinsamkeiten und Verschiedenheiten.

### Sturgien
Sie sind Händler und Abenteurer aus dem äußersten Norden. Sie haben eine starke Infanterie, die in Schildwallformation kämpft. Die Darstellungen sind angelehnt an das mittelalterliche Skandinavien. Die Unterfraktionen Sturgiens sind die Nordländer, die Skolderbroda und die Söhne des Waldes. Die Nordländer sollen ein skandinavisches Aussehen haben und an die Wikinger angelehnt. Die Skolderbroda sind eine bewaffnete Bruderschaft. Die Söhne des Waldes betreiben neben der Kriegsführung noch Landwirtschaft.

### Vlandien
Vlandien ist an das mitteleuropäische Mittelalter angelehnt. Wegen der starken Kavallerie wird angenommen, dass die Vlandier die Vorfahren des Königreich Swadiens aus Mount & Blade Warband sind.

### Khuzait
Die Khuzait sind ein in der östlichen Steppe Calradias lebendes Reitervolk. Ihre Nachfahren sind wahrscheinlich die Khergiten aus dem Khergitischen Khanat.

### Battanien
Die Battanier zeichnen sich durch das exzellente Ausnutzen der heimischen Wälder aus. Dort sind sie spezialisiert auf Langbogenschützen und in der Kriegsführung im Wald. Sie befinden sich zwischen Vlandien, dem westlichen und dem nördlichen Imperium, sowie Sturgien.

### Aserai
Die Aserai sind ein Wüstenvolk. Sie betreiben Landwirtschaft in Oasen am großen südlichen See. Ihre Stärke besteht in ihrer Lanzenreiterei. Sie sind die Vorfahren der Sarraniden.

### Das Calradische Imperium (südliches, nördliches und westliches)
Das Calradische Imperium ist in drei Einzelreiche zerfallen und befindet sich in der Mitte Calradias und grenzt an alle anderen Fraktionen. Jeder der drei Herrscher behauptet, rechtmäßiger Herrscher über das gesamte Großreich zu sein. Die Krieger des calradischen Imperiums sind spezialisiert auf Rüstungen und verfügen über sehr fähige Bogenschützen.

## Entwicklungsgeschichte
Das Spiel wurde 2012 angekündigt, die Entwicklung begann 2013. Dazu gibt es einen Entwicklerblog, der seit Mitte September 2017 einen wöchentlichen Eintrag zu verzeichnen hat. Die Early-Access-Version des Spiels wurde am 30. März 2020 veröffentlicht. Das Veröffentlichungsdatum der Vollversion ist der 25. Oktober 2022.

## Modding
Laut Entwickler Taleworlds soll das Modding in Mount & Blade II: Bannerlord so einfach sein wie in noch keinem anderen Mount-&-Blade-Teil. Die Modding-Community hat bisher tausende von Mods auf verschiedenen Plattformen wie dem Steam-Workshop oder Nexusmods veröffentlicht, die von kleinen Features bis hin zu vollständigen Umformungen des Spiels reichen.

## Rezeption
Mount & Blade II: Bannerlord wurde bereits ab dem Zeitpunkt der Early-Access-Veröffentlichung weitgehend positiv aufgenommen. Gelobt wurden das tiefgehende Rollenspielsystem, die riesige Spielwelt sowie die taktisch geprägten Schlachten Kritisiert wurden die gehäuft auftretenden technischen Probleme und dass sich das Spiel – naturgemäß – inhaltlich als nicht fertig gestellt erweist.

„Bannerlord hat noch ein gutes Stückchen vor sich, bis man es auch nur halbwegs ‚fertig‘ nennen kann. Wie viele Spieler aber jetzt schon Tag um Tag aktiv sind, spricht trotz unfertiger Dialoge und im Kleinen immer gleicher Abläufe für eines der fesselndsten Erlebnisse, die man in diesem Jahr haben kann. Werft unbedingt mal einen Blick drauf!“

„Spielerisch gibt es dagegen wenig Neues, zugleich aber ist das neue Spiel genauso motivierend und unverwüstlich wie der Vorgänger. Nur manche Kleinigkeiten stören noch: Das neue Erfahrungssystem etwa sorgt bislang für eine sehr langsame Anfangsphase, Schuss- und Wurfwaffen der Feinde haben absurd hohe Treffergenauigkeiten und die Multiplayer-Server sind wackelig. Doch das alles dürfte mit der Zeit verbessert werden. Bis "Mount & Blade 2: Bannerlord” tatsächlich fertig ist, wird es wohl mindestens noch ein Jahr vergehen. Und, Achtung: Derzeit muss man unter Umständen damit rechnen, bei größeren Updates wieder von vorn beginnen zu müssen.“